# ایزوکی تاناکا
ایزوکی تاناکا (انگلیسی: Izuki Tanaka؛ زادهٔ ۷ آوریل ۱۹۹۲) بازیکن هاکی روی چمن زن اهل ژاپن است.